# الرقابة في أرمينيا
لأرمينيا تاريخ طويل مع الرقابة، حيث تتميز أحيانا بالصرامة وأحيانا أخرى بالتساهل وذلك في أمكان وأوقات مُختلفة.

## التاريخ

### قبل 1990
عانت أرمينيا كثيرا من «انعدام» حرية التعبير، لكنها بدأت تتحول من الناحية الديمقراطية عندما كانت تحت إمرة الاتحاد السوفياتي وبدأت مع سياسة الغلاسنوست التي تدعو إلى الانفتاح وحرية التعبير.
دستور 1995
في عام 1995، تم الاستفتاء من أجل القيام بتعديلات في الدستور، وقد شملت هاته التعديلات العديد من الأمور التي تتعلق بالرقابة وحرية التعبير والصحافة.
بعد تعديل الدستور عام 1995، تم توضيح المادة 24 التي كُرست للحديث حرية التعبير:
لكن وبالرغم من ذلك فالمادتين 44 و45 من الدستور تُمكنان السلطات من تعليق حرية وسائل الإعلام وذلك بهدف «حماية أمن الدولة والأمن العام والنظام العام والصحة العامة والأخلاق والحقوق والحريات وشرف وسمعة الآخرين.» لكن لم يكن هناك أي فرض حظر صريح على الإعلام.

### 2000
صدر تشريع حول حرية الوصول إلى المعلومات في عام 2003 بأرمينيا لكنه لم يُنفذ إلا في 2015.
وفي عام 2005، أقر الاستفتاء على الدستور مجموعة من التغييرات 
فالفصل الثاني من القانون الجديد لدستور جمهورية أرمينيا يكرس ويحفظ «حقوق الإنسان والحقوق المدنية الأساسية والحريات» أما المادة السابعة والعشرين فهي تُكرس حرية التعبير والصحافة.
لا توجد عقوبات جنائية على التشهير في أرمينيا (كان هذا موجودا قبل سنة 2010)، لكنه قد يتم مُعاقبة مواطن ما في حالة ما قدم معلومات مغلوطة أدت إلى تشويه سمعة مواطن آخر أو مسته في شرفه، وسواء كان هذا المواطن شخصا عاديا أم سياسيا أم رجل أعمال فالقانون _حسب دستور أرمينيا_ فوق كل شيء.

## الرقابة الذاتية
في عام 2002، قامت الحكومة بإغلاق القناة التلفزيونية A1+ الأرمينية، مما دفع بباقي وسائل الإعلام إلى الاحتجاج ومناهضة هذا القرار حيث أعلنوا بشكل صريح وواضح أن حرية التعبير أصبحت في خطر في البلاد. وكان هذا الحادث بداية سياسة الرقابة الذاتية في أرمينيا؛ لا سيما على الإذاعة والتلفزيون. وهذا يعني أن الرقابة المباشرة أقل شيوعا في البلد بسبب عدم الحاجة إليها طالما هناك وجود للرقابة الذاتية.

## العنف ضد الصحفيين
تحسنت أحوال أرمينيا كثيرا، وانخفض العنف ضد الصحفيين بشكل بارز وملحوظ إلا أن سنة 2015 كانت «سنة سوداء» في تاريخ الصحافة في هذا البلد، وذلك بعدما قامت الشرطة بقمع تظاهرة سلمية واستخدام خراطيم المياه ضد المتظاهرين والصحفيين؛ الذين أُصيب منهم 14 إعلامي على الأقل بجروح متفاوتة الخطورة كما فقدوا العديد من معداتهم بعدما أُتلفت أو تعرضت للكسر عمدا من قبل قوات الشرطة.

## فريدم هاوس
| حرة |  | حرة جُزئيا |  | غير حرة |

خريطة تبين تقييم فريدم هاوس لحرية الصحافة في العالم (2010)

ذكرت فريدم هاوس العديد من القضايا التي تتعلق بحرية الصحافة في أرمينيا. ففي تقريرها الصادر سنة 2013 صنفت أرمينيا من حيث حرية الصحافة في المرتبة 57 عالميا من أصل 179 بلدا؛ حيث وضعتها في خانة «الدول الغير حرة»، كما وضعتها في المرتبة الرابعة في الاتحاد السوفياتي المُنهار. ثم في عام 2016 كان الوضع لا يزال كما عليه سابقا، حيث لا زالت أرمينيا في مجموعة الدول الغير حرة.